# Gesico
Gesico (sardisk: Gèsigu) er en by og en kommune (comune) i provinsen Sud Sardegna i regionen Sardinien i Italien. Byen ligger i 300 meters højde og har 846 indbyggere (2016). Kommunen har et areal på 25,62 km² og grænser til kommunerne Escolca, Guamaggiore, Guasila, Mandas, Selegas, Suelli og Villanovafranca.